# Wudu (ablucja)

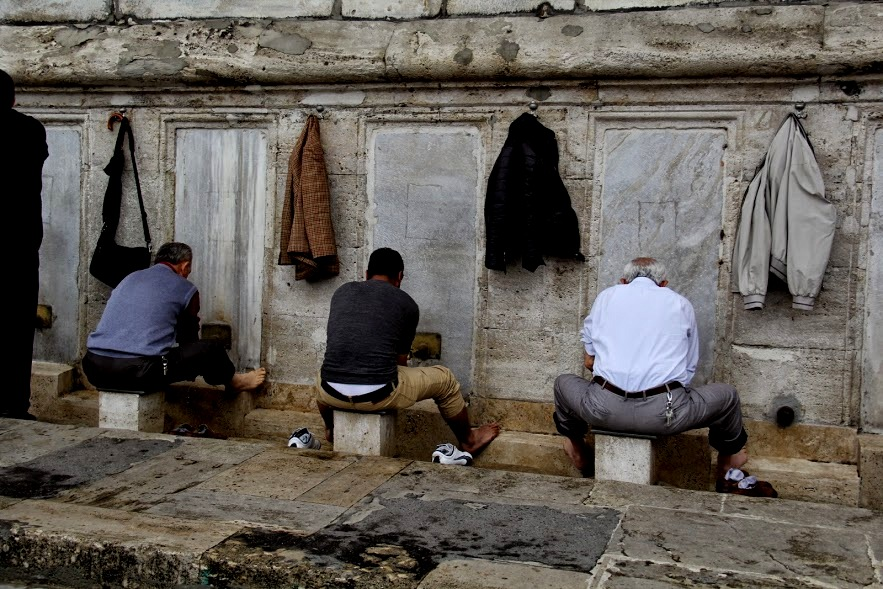
Obmywanie nóg przed nabożeństwem w meczecie w Stambule.

Wudu (ar. وضوء, wadu - wodnienie, pers. ‏Abdest‎, czyt. łudu) – ablucja poprzedzająca modlitwę w islamie, bez której nie wolno odprawiać pięciu modlitw dziennych. Dokonuje się jej wodą, a gdy jest ona niedostępna – piaskiem lub żwirem (obmycie dokonane piaskiem lub żwirem to tajammum). Odmawia się przy tym formuły modlitewne. Małego obmycia (wudu) dokonuje się w przypadku dotknięcia osoby innej płci (nie dotyczy to własnego małżonka), po defekacji, oddaniu moczu lub innej sytuacji, podczas której nastąpiło dotknięcie intymnej części ciała, po utracie przytomności lub po zapadnięciu w sen. Szyici jednak wymagają ablucji przed każdą modlitwą. W każdym meczecie znajdują się urządzenia umożliwiające dokonanie ablucji.

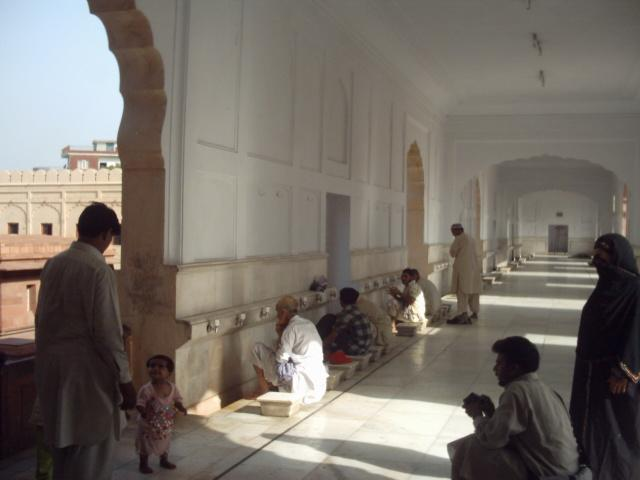
Wudu w meczecie w Lahaur

Czynności dokonywane podczas małej ablucji:
1. Wypowiedzenie lub przywołanie w myślach intencji (ar. nijja).
2. Wypowiedzenie basmali.
3. Obmycie ciała (dokonywane w podanej kolejności):
  - umycie dłoni do nadgarstków;
  - mycie całej twarzy (na szerokość palca wskazującego i kciuka);
  - mycie rąk od łokci do palców (najpierw obmycie prawej ręki, następnie lewej);
  - zwilżenie włosów (natarcie wodą skóry głowy od czubka głowy do czoła);
  - mycie stóp, od palców do kostek.